# 光宗薫
光宗 薫（みつむね かおる、1993年〈平成5年〉4月26日 - ）は、日本の絵画アーティスト、女優、ファッションモデル。女性アイドルグループ・AKB48の元メンバー。
愛媛県生まれ、大阪府育ち。イトーカンパニー所属。

## 来歴
1993年（平成5年）4月26日愛媛県生まれ。親の転勤のため小学3年生まで千葉県、広島県、神奈川県を転々とし、その後は大阪府で学生時代を過ごした。
2011年（平成23年）3月に神戸コレクションモデルオーディションでグランプリを受賞 同年4月、グランプリとして出演した「神戸コレクション 上海公演」では、後に加入することとなるAKB48の派生ユニット「DiVA」のメンバーと同じステージに立っている。この縁から、当時AKB48グループの一員として既に結成されていた地元・大阪のNMB48ではなく、注目度の高い東京のAKB48に加入することとなった。2011年（平成23年）12月8日にAKB48劇場で開催された『AKB48 6周年記念公演』でAKB48の13期生としてお披露目された。2011年（平成23年）頃から、芸能活動を行いつつボールペン画を独学で始める。
2011年（平成23年）12月20日に開催された「AKB48紅白対抗歌合戦」では13期生として唯一の出演を果たし、チーム4の島崎遥香や山内鈴蘭と共に「ハート型ウイルス」を披露した。劇場公演デビュー前から週刊誌の単独グラビアやCMに出演し、メディアなどで「異例の抜擢」と評されていた。2012年（平成24年）4月期のTBS系『ATARU』で連続ドラマに初出演。
体調不良のため、同年8月24日から26日に開催された『AKB48 in TOKYO DOME 〜1830mの夢〜』公演への参加を辞退した。またこの初日公演において、正規メンバーへの昇格並びに新体制移行後のチームKに配属される予定であることが発表された が、同年10月24日にAKB48での活動を辞退することを発表した。
2012年（平成24年）11月24日に、自身初主演の映画『女子カメラ』が公開された。その後しばらくは表舞台に立つことはなかったが、2013年（平成25年）9月上映の『劇場版 ATARU THE FIRST LOVE & THE LAST KILL』で女優業を再開した。2013年（平成25年）10月11日から20日にかけて、大阪府の『GALAXY GALLERY』にてボールペン画による個展「スーパー劣等生」を開催。
2014年（平成26年）4月4日、フレイヴ エンターテインメントに所属したことが発表され、本格的に芸能活動を再開。2014年（平成26年）6月には、当時の公式サイトでアート作品として、光宗が様々なパンを用いて乳房を隠すセミヌード写真など数点を披露し、インターネット上で賛否両論となるなど話題になり、無難な表現の写真以外は公式サイトから取り下げられ、後にこの公式サイトも閉鎖。2014年（平成26年）3月2日には「神戸コレクション2014 S/S」に、9月7日には「東京ランウェイ2014 SPRING/SUMMER」に、モデルとして出演。2015年（平成27年）2月14日には、「東京ランウェイ2015 S/S」に、4月12日には「関西コレクション2015 SPRING ＆ SUMMER」にモデルとして出演した。
2017年（平成29年）9月21日、自身のTwitterにて10月から芸能活動を休止することを発表。体調不良の状態悪化から活動休止を決意したものの、復帰への意欲も示した。2018年（平成30年）9月5日、約1年ぶりに自身のTwitterを更新し、まだ体調については不安定な時期があるとしながらも、翌年1月に、東京・銀座の『ヴァニラ画廊』でボールペン画の個展「ガズラー」を開催。活動休止中もSNSでボールペン画を公開していた。2019年（令和元年）9月には、特殊造形物を手掛ける「株式会社LINKFACTORY」が、「今イチバン祟ってる娘」というテーマ作品を展示するアトラクション型展覧会として、銀座の『ヴァニラ画廊』で開催した『怨念ガールズレボリューション』に、光宗も作品『蛇女』のモデルとして参加した。
2020年（令和2年）8月27日放送の『プレバト!!』において、3年ぶりに出演し番組に復帰。
9月には、アパレルブランド『0658』とのコラボレーション「0658×光宗 薫exclusive collection【snail mouth】」で、光宗が描いたボールペン画アートをデザインしたパーカーやシャツなど洋服9種が発表された。
2021年（令和3年）2月には、ガズラーに続いて再び東京・銀座の『ヴァニラ画廊』にて自身三度目となる個展「メロンタ・タウタ」を開催。
2022年（令和4年）4月には、メロンタ・タウタに続いて東京・銀座の『ヴァニラ画廊』にて自身四度目となる個展「SEMITOPIA」を開催。ボールペン画がメインであったこれまでの展示とは異なり、油絵やオイルパステル画などの作品を中心とした展示を行った。
2025年（令和7年）1月、フレイヴ エンターテインメントを退所し、イトーカンパニーとマネジメント契約を結ぶ。

## 人物
- 高校に在学時は大阪日本橋のメイドカフェ「めいどるちぇ」で「カヲル」名義でアルバイトをしており[29][注釈 2]、2010年（平成22年）9月には繋がるテレビが制作する番組『日本橋なう!』第2回「メイドカフェ潜入編」にも店員として登場し、YouTubeでも番組公式動画が公開された[30]。AKB48辞退後の2013年（平成25年）も店のブログに顔を出しており[31][32][33]、同年に開催された光宗の個展を店のブログが告知したり[34]、店のTwitterで光宗への応援メッセージを掲載していた[35]。
- 絵を描く時、ガムを愛用している。当初は飴をなめていたが、虫歯になりやすく糖分の取りすぎになるのでやめたと語っている[36]。
- プロレス観戦を趣味としており[37]、プロレスリング・ノア所属の潮崎豪のファンである[38]。
- 魔改造したファービー作りを趣味としており、SNSなどで完成したファービーを度々披露している[39][40]。

## エピソード

### 『プレバト!!』関連
毎日放送制作のテレビ番組『プレバト!!』では、2015年（平成27年）9月17日放送の陶芸査定コーナーにおいて1位を獲得し、査定する岸野和夫から「天才」と評された。2016年（平成28年）4月28日放送「春の水彩画ランキング」企画においては、水彩画査定コーナー初登場ながら満点査定で1位を獲得し、査定する野村重存からは「鳥肌立ちました」「お手本描いても勝てない」「参りました」と評価され、水彩画では番組初の特待生に一発で昇格。2016年（平成28年）7月14日に放送された2回目の水彩画査定では、特待生5級から3級へと番組初の2ランク昇格を果たす。9月1日放送の3回目では現状維持となるが、その後は昇格し続け、水彩画査定では6回目の出演となる2017年（平成29年）6月29日放送の「水彩画の才能 昇格降格査定スペシャル」企画では、特待生1級からの昇格降格査定で現状維持となる。その後、前述の理由により約3年間出演しない状態が続く。
2020年（平成30年）8月27日放送回で『プレバト!!』へ3年ぶりに出演し、「凄い、奇麗、さわやか、上手。3年前になかった印象」「トップを狙える」と絶賛され水彩画査定で名人初段へと昇格を果たし、9月24日放送のコーナー「秋の水彩画コンクール」では満点査定で1位を獲得して、査定する野村から「こんな画描いてみたい」と絶賛された。
2021年（令和3年）7月22日放送の「スプレーアート査定」で描いた「とみさとすいかうま」が、富里市の市政20周年記念公式キャラクターに採用される。
2022年（令和4年）3月31日の黒板アートコンクールにて2度目の優勝。10月13日の「秋の水彩画コンクール」において、優勝。2023年3月30日の「丸太アート」において、優勝を果たした。2023年5月11日の「パラパラ消しゴムはんこコンクール」の査定後、初挑戦で特待生昇格を果たした。2023年6月29日の水彩画「名人・特待生一斉査定」において、名人10段に昇格した。
番組におけるアート系の査定ランキングでは、辻元舞ら実力派ライバルと並べられ上位争いを期待される事が多い実力者であり、2025年（令和7年）2月20日時点の査定は、水彩画名人10段、色鉛筆名人3段、トーストアート特待生5級、黒板アート特待生5級。ストーンアート特待生5級。

## AKB48在籍時の参加曲

### シングルCD選抜楽曲
- 「ギンガムチェック」に収録
  - あの日の風鈴 - ウェイティングガールズ名義
- 「UZA」に収録[注釈 5]
  - スクラップ&ビルド - チームK名義

### アルバム曲
- 「1830m」に収録
  - さくらんぼと孤独 - 研究生名義
  - 青空よ 寂しくないか?

### 劇場公演ユニット曲
チームA 6th Stage「目撃者」公演
- ※全体曲は小嶋陽菜のアンダー

チームK 6th Stage「RESET」公演
- 奇跡は間に合わない
※宮澤佐江のユニットアンダー

チームB 5th Stage「シアターの女神」公演
- ロマンスかくれんぼ（前座ガール）

 AKB48 研究生公演「RESET」公演
- 奇跡は間に合わない
- 明日のためにキスを

 AKB48 研究生公演「僕の太陽」公演
- 僕とジュリエットとジェットコースター

## 出演

### バラエティ
- プレバト!!（2015年9月 - 、毎日放送） - 不定期

### テレビドラマ
- 私立バカレア高校（2012年4月14日 - 6月30日、日本テレビ） - 時宗小百合 役
- ATARU（2012年4月15日 - 6月24日、TBS） - 石川唯 役
- 連続テレビ小説「まれ」（2015年4月15日 - 2015年、NHK） - 安達ゆかり 役[63]
- グーグーだって猫である2 -good good the fortune cat- 第3話（2016年6月25日、WOWOW） - 大学時代の智子 役
- 闇金ウシジマくん Season3（2016年7月18日 - 9月19日、毎日放送） - 上原まゆみ 役[64][65][66]
- 昔話法廷 第6話「浦島太郎裁判」（2016年8月5日、NHK Eテレ） - 裁判員・滝沢奈緒 役[67]
- マッサージ探偵ジョー（2017年4月22日、テレビ東京） - 華村志帆 役
- おいハンサム!! 第2話・第5話（2022年1月15日・2月5日、東海テレビ・フジテレビ） - 占い師 役
  - おいハンサム!!2 第1話・第7話（2024年4月6日・5月18日、東海テレビ・フジテレビ）[68]
- 照子と瑠衣（2025年6月22日- 、NHK BS・NHK BSプレミアム4K） - 瑠衣 役（20代時）[69]

### 映画
- 劇場版 私立バカレア高校（2012年10月13日） - 時宗小百合 役
- 女子カメラ（2012年11月24日、フレッシュハーツ） - 主演・吉澤美樹 役[11]
- 劇場版 ATARU THE FIRST LOVE & THE LAST KILL（2013年9月14日） - 石川 唯 役
- ピース オブ ケイク（2015年9月5日、ショウゲート） - 成田あかり（渋谷ナオミ） 役
- 劇場版 新・ミナミの帝王（2017年1月14日）　- 仲舘優花 役[70]
- ありえなさ過ぎる女 〜被告人よしえ〜（2017年4月7日、監督：北村誠之） - 綾子 役[71]
- ルームロンダリング（2018年7月7日、ファントム・フィルム） - 千夏本悠希 役[72]

### 吹き替え
- THE BLACKLIST/ブラックリスト シーズン2 第1話 （2015年2月17日、スーパー!ドラマTV） - ローアン 役[73]

### ネット配信
- サロン・ド・サンスタートニック（2014年3月31日 - 2015年3月31日、サンスター）[74]
- エレスト生バトル（2015年11月30日 - 2015年12月21日、CROOZ）- 月曜MC[75]
- 西川貴教のイエノミ!!（2017年2月23日 - 9月16日、ニコニコ生放送） - 6代目アシスタント

### ミュージックビデオ
- 神聖かまってちゃん「自分らしく」（2015年）[76]

### CM
- KEIZイメージキャラクター（2016年）

### イベント
- GirlsAward（国立代々木競技場第一体育館）
  - 2014 SPRING/SUMMER（2014年4月19日）[77]
  - 2014 AUTUMN/WINTER（2014年10月1日）[78]

### その他
- 神戸コレクションモデルオーディション2011年（2011年、毎日放送） - グランプリ
- ピエリ守山イメージキャラクター（2014年12月 - 終了）
- パチンコ「Pリング バースデイ 呪いの始まり」（2019年8月導入開始）藤商事 -  倉橋雅美役[79][80]

## 作品

### 個展・作品集
- Guzzler ‐kaoru Mitsumune Exhibition 2019‐（2019年1月5日、ヴァニラ画廊）[81]
- Mellonta Tauta ‐kaoru Mitsumune Exhibition 2021‐（2021年2月6日 - 3月4日、ヴァニラ画廊) [82]
- 写真展 月光～光宗薫～Homage to Chihiro Onitsuka（2021年12月10日 - 12日、SOW CO.Gallery） - モデルとしても参加[83]
- SEMITOPIA ‐kaoru Mitsumune Exhibition 2022‐（2022年4月2日 - 24日、ヴァニラ画廊）[27]

### 写真集
- 光宗薫 ソロフォトブック『A Tapir on the star』（2022年2月24日、トランスワールドジャパン、撮影：四方あゆみ）、ISBN 978-4862563385
- ATIKA（2024年12月15日、トランスワールドジャパン、撮影：まくらあさみ）、ISBN 978-4862563972[84]